# .eh
.eh е интернет домейнът на Западна Сахара. Той обаче не се използва поради две главни причини:
- страната на практика няма интернет сайтове
- ако се направи някоя интернет страница, се използва домейнът .ma на Мароко, под чиято юрисдикция е официално тази територия с неизяснен политически статут.

IANA няма спонсорирани организации, назначени в този домейн.